# Якаев, Иван Тарасович
Иван Тарасович Якаев (3 [16] января 1912, деревня Ружбеляк — 20 ноября 1982, Йошкар-Ола) — советский марийский театральный актёр, Заслуженный артист РСФСР.

## Биография
Иван Тарасович Якаев родился 3 [16] января 1912 года в деревне Ружбеляк (сейчас Куженерский район, Марий Эл) в крестьянской семье.
Окончил Марийский техникум искусств (1935). Актёр Марийского государственного театра, где им сыграно более 100 ролей. Организатор театрального музея. Депутат Верховного Совета Марийской АССР (1967—1971).

## Награды и премии
- Заслуженный артист Марийской АССР (1939).
- Почётные грамоты Президиума Верховного Совета Марийской АССР (1945, 1954)
- Народный артист Марийской АССР (1949).
- Орден Трудового Красного Знамени (1951).
- Заслуженный артист РСФСР (1966)[1].

## Работы в театре

### Актёр (избранные)
- 1965 — «Элнет» С. Чавайна — Зверев
- 1938 — «Салика» С. Николаева — Сармаев
- 19?? — «Гроза» А. Островского — Дикой
- 19?? — «Ромео и Джульетта» У. Шекспира — Меркуцио

## Память
26 апреля 2024 года на доме № 19 по Ленинскому проспекту в Йошкар-Оле открыли памятную доску заслуженному артисту РСФСР, актёру Марийского национального театра драмы имени М. Шкетана Ивану Якаеву. 